# Maomé X de Granada

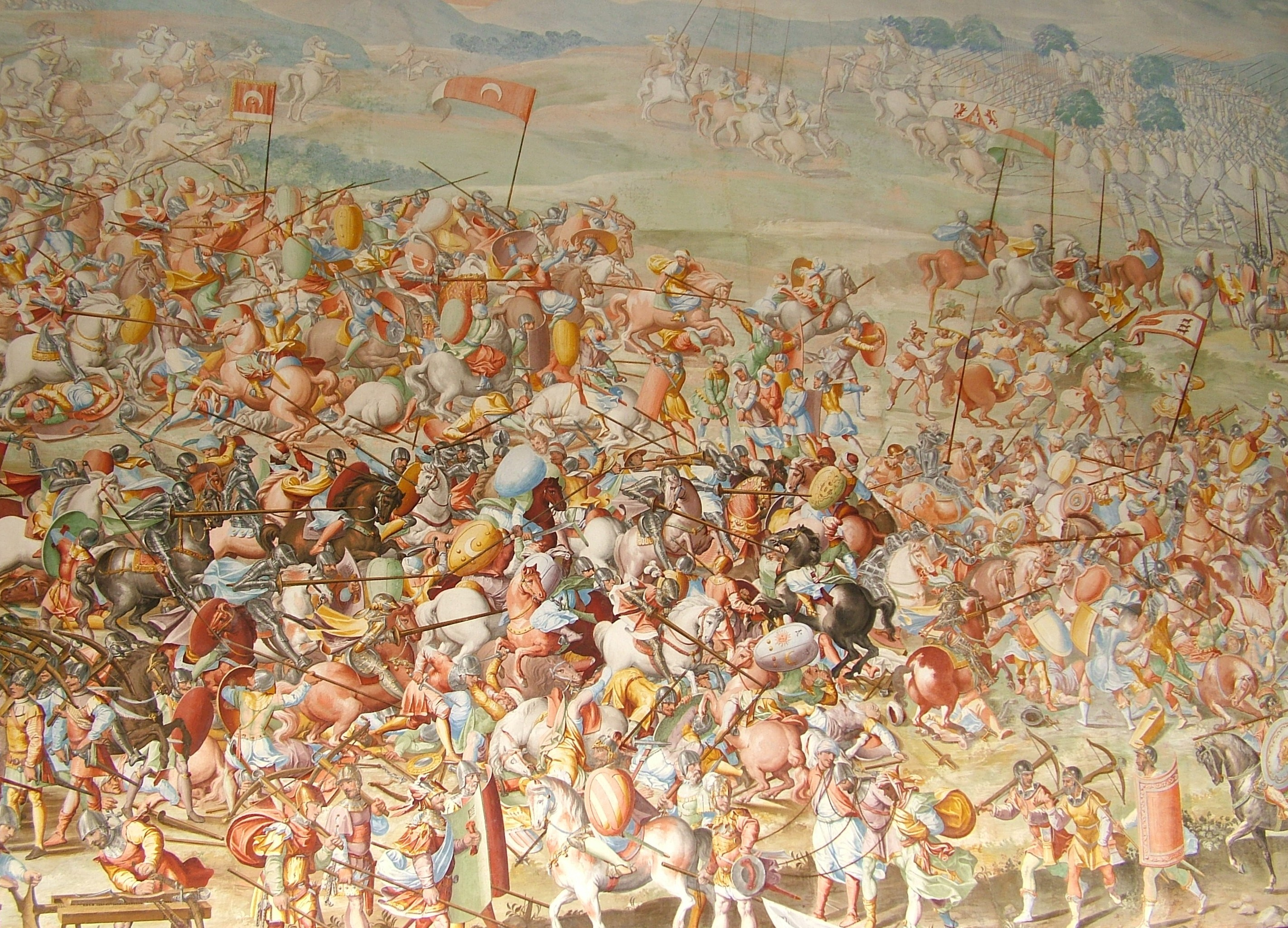
Fresco do Mosteiro do Escorial representando a batalha de Higueruela, travada a 1 de julho de 1431 na Veiga de Granada, que opôs um exército nacérida apoiante de e comandado pelo futuro Maomé X a tropas castelhanas comandadas por Álvaro de Luna.

ʾAbū ʿAbd Allāh Muḥammad ben ʿUṯmān (em árabe: أبو عبد الله "الأحنف" محم بن عثمان) ou simplesmente Maomé X,  alcunhado al-'Ahnaf (أحنف), conhecido pelos castelhanos como Aben Osmín, El Cojo ("o coxo"; 1415 — 1454) foi o 17º rei nacérida de Granada, que reinou em duas ocasiões entre 1445 e 1447 (ou 1448). Era sobrinho de Maomé IX al-'Aysar ("o Canhoto") a quem sucedeu em 1445 e por quem foi sucedido em 1448. Entre 1445 e 1446, foi substituído no trono do emirado por Iúçufe V.
O período histórico dos seus reinados é particularmente confuso. Há muito pouca documentação fiável sobre ele e alguns historiadores vão ao ponto de duvidar que Maomé, o Coxo tivesse ocupado o trono.[a]

## Biografia
Nas sucessivas guerras civis no reino de Granada, além dos diversos monarcas que se sucedem, teve especial relevância a rivalidade entre dois poderosos clãs de Granada: os Bannigas e os Abencerragens. Os segundos eram apoiantes de Maomé IX, e tiveram um papel determinante na sua primeira ascensão ao trono em 1419, usurpando o herdeiro legítimo de Maomé VIII al-Mutamassik, filho e sucessor de Iúçufe III. Em 1445, Maomé IX já tinha perdido o poder em duas ocasiões devido às ações dos Bannigas, que se lhe opunham, a primeira entre 1427, quando Maomé VIII foi novamente emir, e a segunda em 1431-1432, quando Iúçufe IV, cunhado do líder Banniga Ridwan, subiu ao trono granadino com o apoio de João II de Castela.
Maomé, o Coxo era o lugar-tenente de Maomé IX e foi nomeado por este comandante do exército nacérida durante a guerra civil de 1431. Maomé, o Coxo foi o comandante do exército derrotado pelo exército castelhano comandado por Álvaro de Luna na batalha de Higueruela, travada a 1 de julho de 1431, que contribuiu para a queda de Maomé IX e a sua substituição por Iúçufe IV.
Em fevereiro de 1432, foi Maomé, o Coxo que comandou as tropas fiéis a Maomé IX que retomaram a cidade de Granada. À frente duma força de 500 cavaleiros, Maomé, o Coxo atacou a cidade de surpresa e tomou o controlo da almedina, do bairro do Albaicín e duma parte da Alhambra, o complexo palaciano que era a sede do poder nacérida. Iúçufe IV ainda conseguiu reunir cerca de 400 cavaleiros para sua defesa, a que se deveriam juntar tropas castelhanas enviadas por João II vindas em socorro do seu vassalo fiel Iúçufe, mas a força castelhana foi derrotada pelas tropas de Maomé, Coxo. Iúçufe IV rende-se e é preso, embora a sua vida seja poupada.
No fim de abril de 1432, Maomé, o Coxo envia uma mensagem a Maomé IX anunciando-lhe a captura do seu rival. Maomé IXreentra triunfalmente em Granada e sobe à Alhambra para iniciar o mais longo dos seus quatro reinados.

### Primeiro reinado (1445)
Em 1445 estala outra guerra civil em Granada. Desta vez a luta pelo poder é entre Maomé IX e dois dos seus sobrinhos, Abu al-Hajjaj Iúçufe (futuro Iúçufe V, neto ou bisneto de Iúçufe II) e Maomé, o Coxo. Este último era governador de Almeria desde 1432, depois do seu êxito à cabeça dos exércitos de Maomé IX. Abu al-Hajjaj Iúçufe encontrava-se exilado em Córdova, em terras castelhanas. Maomé, o Coxo toma o poder em Granada em janeiro de 1445 com o nome de Maomé X.

### Interregno (1445-1446) e segundo reinado (1446-1448)
Sob a pressão dos Abencerragens e com o apoio de Castela,  em junho Maomé X vê-se forçado a ceder o trono a Abu al-Hajjaj Iúçufe, que reina como Iúçufe V durante seis meses. Com o apoio dos que o tinham ajudado a tomar o poder em 1445, al-'Ahnaf consegue depôr Iúçufe e volta ao poder em janeiro de 1446. Os seus apoiantes proveitaram para recuperar as praças perdidas na região oriental do reino e para repor a fronteira com a Múrcia.
Em dezembro de 1447 ou no início de 1448 Maomé IX conquista novamente o poder, pela quarta vez, e manda executar Maomé, o Coxo.